# José Luís Gerardo Ponce de León

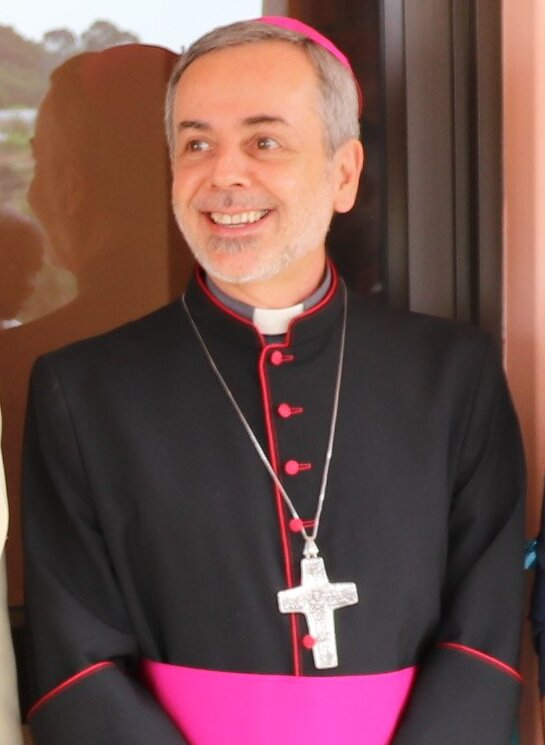
José Luís Gerardo Ponce de León em 2018.

José Luís Gerardo Ponce de León IMC (Buenos Aires, 8 de maio de 1961) é um ministro argentino e bispo católico romano de Manzini.
José Luís Gerardo Ponce de León ingressou nos Missionários da Consolata em 9 de janeiro de 1983, fez a profissão em 28 de dezembro de 1985 e foi ordenado sacerdote em 2 de agosto de 1986.
Papa Bento XVI nomeou-o em 24 de novembro de 2008 Bispo Titular de Maturba e Vigário Apostólico de Ingwavuma. Foi ordenado bispo pelo Núncio Apostólico na África do Sul, James Patrick Green, em 18 de abril de 2009; Os co-consagradores foram Buti Joseph Tlhagale OMI, arcebispo de Joanesburgo, e Michael Rowland OFM, ex-bispo de Dundee.
O Papa Francisco o nomeou Bispo de Manzini em 29 de novembro de 2013. A posse ocorreu em 26 de janeiro do ano seguinte. Até a nomeação de seu sucessor Mandla Siegfried Jwara em 30 de abril de 2016, ele era responsável pela administração do Vicariato Apostólico de Ingwavuma como Administrador Apostólico.